# 徐鵬起
徐鵬起（？—1645年），字澹池，江西撫州府金谿縣印山鄉人，明朝、南明政治人物。

## 生平
徐鵬起是崇禎九年（1636年）的舉人，十三年（1640年）成進士，獲授貴池知縣，任期內杜絕請託，為政顧全大局。弘光年間左良玉帶兵自武昌而東下，其部將王允成在建德、池陽作亂，他和與副使程世昌在貴池嚴守十七日，以朝廷大義責備對方，左良玉因此退縮而解圍。不久他因父母去世歸鄉，揭重熙推薦他在永曆朝廷擔任監軍副使，很快不再出仕，八十四歲去世。

## 引用
1. 1 2  錢海岳《南明史·卷四十八·列傳第二十四》：徐鵬起，字澹池，金谿人。崇禎十三年進士。貴池知縣。良玉兵東下，協程世昌成守，十七日解去，憂歸。揭重熙薦監軍副使。卒年八十四。
2. ↑  道光《金谿縣志·卷五·選舉》：崇禎九年丙子鄉試……徐鵬起 印山人，有傳
3. ↑  道光《金谿縣志·卷十一·宦業》：徐鵬起，字澹池，印山人，崇禎十三年進士。任南直隸貴池知縣，杜絕私門，政存大體；癸未春，左良玉兵由武昌而東，部將王允成為亂首破建德、刧池陽，鵬起與副使程世昌嚴守十七日，以朝廷大義責之，左意絀，圍乃解。未幾以艱歸，揭重熙薦於永明王未赴，後遂不出，年八十四卒。 舊志